# Sbrando
Lo sbrando (o brando) è una danza tradizionale piemontese.

## Etnomusicologia
In quanto danza popolare piemontese, come spesso avviene, al di là dell'affinità terminologica e dell'aspetto coreografico di danza “a cerchio”, è impossibile tracciare una linea di continuità certa con i brandi rinascimentali, quindi sarebbe scorretto individuarne una chiara derivazione, anche se non si possono ignorarne i punti di contatto.
Il brando piemontese, detto anche "sbrando" a seconda dei paesi e delle zone, è una danza etnica documentata in un'area del Piemonte che sembra avere il suo epicentro nel Roero (dove se sono state documentate molte melodie specifiche e varianti coreografiche), con diffusione a macchia di leopardo nelle vicine Langhe, Monferrato, colline del Po e pianure limitrofe, dove le testimonianze sono state più frammentarie ed incerte.
Dal punto di vista coreografico è sempre una danza in cerchio a mani unite ma con diversi passi e varianti coreografiche (in alcuni casi patrimonio di gruppi folkloristici di lunga tradizione, al punto che rimane difficile distinguere la reinvenzione dall'originalità). Fondamentalmente lo sbrando può essere a due temi musicali (più raro) e a tre temi. Anche le coreografie vanno ad adattarsi a questi due schemi, ma all'interno di ognuno dei due gruppi vi sono ulteriori differenze, anche sostanziali.
Nella tradizione, il brando era ballato (e talvolta lo è ancora) soprattutto durante alcune feste particolari: la festa dei coscritti (i tirè), il Piantar Maggio (Piantè Magg); durante le feste da ballo veniva spesso utilizzato, date le sue caratteristiche, per rompere le coppie e ballare quindi tutti insieme, anche se vi sono testimonianze di brandi appannaggio dei soli maschi (soprattutto durante le feste dei coscritti).
Attualmente, oltre che nella zona originaria, tale danza è spesso ballata nell'ambito dei movimenti di folk-revival di quasi tutta Europa.

## Discografia
- 1975: AAVV - Italia. Le stagioni degli anni '70
- 1977: Gruppo Spontaneo di Magliano Alfieri - Feste calendariali e canti popolari dell'Albese
- 1982: Tre Martelli - Trata Birata
- 1983: Cantovivo - La luna e'l sul
- 1985: Tre Martelli - Giacu Trus
- 1987: Tre Martelli - La Tempesta
- 1991: Tre Martelli - Brüzè Carvè
- 1992: La Ciapa Rusa - Retanavota
- 1995: Tre Martelli - Omi e Paiz
- 2001: Tre Martelli - Car der Steili
- 2002: Tre Martelli - Semper Viv
- 2003: Gruppo Spontaneo di Magliano Alfieri - Balli e ballate dell'Albese
- 2003: Canalensis Brando - Musiche e canti etnico-popolari del Roero
- 2004: Tre Martelli, Maurizio Martinotti, Franco Lucà - Piemonte. Antologia della musica antica e moderna
- 2004: AAVV – The Alan Lomax Collection. Italian Treasury. Piemonte e Valle d'Aosta
- 2005: Tre Martelli - Tra Cel e Tèra
- 2006: Phoenix - After the Fire
- 2006: Monte Lunai - Maquete
- 2006: Canalensis Brando - La fiera di San Martino
- 2009: Bona Vista - Atmosfere sonore del Novecento nel Roero e Monferrato
- 2014: Tre Martelli & Gianni Coscia - "Ansema"
- 2017: AAVV - "Mach Brando" - Brando e musiche da coscritti di Roero, Langhe e Chierese
- 2017: Tre Martelli - "40 gir 1977-2017"
- 2018: Balarù - "Gravure"